# Thomas Sier
Thomas Nicolaas Maria Sier (Purmerend, 17 novembre 1973) è un ex giocatore di calcio a 5 olandese.

## Carriera
Sier è stato convocato, come riserva di Wentzel, al FIFA Futsal World Championship 1996 in cui la Nazionale maschile di calcio a 5 dei Paesi Bassi è giunta al secondo turno nel girone comprendente  Brasile, Ucraina e Uruguay. È divenuto titolare a partire dall'UEFA Futsal Championship 1999 in cui i tulipani hanno raggiunto il quarto posto; gioca quindi le qualificazioni al FIFA Futsal World Championship 2000 in cui gli olandesi si fermano nuovamente al secondo turno, infine lo UEFA Futsal Championship 2001 in cui non superano il primo turno.